# La Guerre des haras
Pour plus de détails, voir Fiche technique et Distribution.
La Guerre des haras (Bluegrass) est un téléfilm américain réalisé par Simon Wincer en 1988.

## Synopsis
Maude, une jeune femme ambitieuse, retourne vivre dans son État natal, le Kentucky, afin de se consacrer à sa passion pour les courses hippiques. Dans ces terres reculées où l'homme reste le maître incontesté, Maude est confrontée aux dures exigences de la loi ancestrale.

## Fiche Technique
- Titre : La Guerre des haras
- Titre original : Bluegrass
- Genre : aventure, drame
- Réalisateur : Simon Wincer
- Scénaristes : Mart Crowley, Borden Deal
- Pays :  États-Unis
- Lieu de tournage: Churchill Downs - 700 Central Avenue, Louisville, Kentucky
- Durée : 240 minutes
- Date de première diffusion : 28 février 1988 (USA)

## Distribution
- Cheryl Ladd (VF : Françoise Rigal) : Maude Sage Breen
- Wayne Rogers (VF : Marcel Guido) : Lowell Shipleigh
- Diane Ladd (VF : Paule Emanuele) : Verna Howland
- Mickey Rooney (VF : Jacques Dynam) : John Paul Jones
- Brian Kerwin (VF : Gérard Berner) : Dancy Cutler
- Shawnee Smith : Alice Gibbs
- Judith-Marie Bergan (VF : Nathaniele Esther) : Irène Shipleigh
- Anthony Andrews (VF : Patrick Osmond) : Michael Fitzgerald
- Arthur Rosenberg (VF : Hervé Caradec) : Murray Steiner
- Kieran Mulroney (VF : Denis Laustriat) : Merlin Honeycutt
- Jerry Hardin : Brock Walters
- Will Cascio (VF : Daniel Lafourcade) : Whitey Dahl
- Charles David Cooper : Wilson
- Othello Pumphry : Bulldog Lewis
- Duke Thomas Low (VF : Raymond Baillet) : Walter Trenton
- Gardner Hayes : Tom Sage
- Paula Irvine 	(VF : Raphaëlle Schacher) : Maude adolescente
- Blane Wheatley (VF : Jérôme Berthoud) : Lowell adolescent